# I Don't Care Anymore
I Don't Care Anymore is een nummer van de Amerikaanse drummer en zanger Phil Collins. Hij schreef het nummer zelf en nam samen met Hugh Padgham de productie voor zijn rekening. In februari 1983 werd het uitgebracht als tweede single van zijn derde soloalbum, Hello, I Must Be Going!. Naast Collins is ook gitarist Daryl Stuermer te horen op dit nummer.

## Achtergrond
Volgens de zanger was zijn tweede solo-album een vervolg op zijn eerste (Face Value) en hebben ze betrekking op zijn scheiding. In een interview zei hij: "Als mijn eerste album de boodschap had: "Ik ben gescheiden en ik voel me ellendig", had mijn volgende album de boodschap "Ik ga deze klootzak aan stukken schoppen." Op dat moment kreeg ik brieven van advocaten die om ongelooflijke dingen vroegen. Ik ging nooit zitten om te schrijven: 'Je bent een bitch.' Ik heb met mijn vrouw op school gezeten. Ik heb enorm veel genegenheid voor haar."
Zijn ex-vrouw Andrea Bertorelli was niet blij met de nummers die Collins schreef over hun scheiding: "Toen ik hem vroeg om te stoppen met het schrijven van liedjes over onze relatie, zei hij dat hij 'de artistieke vrijheid had om te schrijven over wat hij maar wilde.' Eigenlijk verdiende hij te veel geld aan zijn scheiding om zich zorgen te maken over mijn gevoelens of de gevoelens van zijn kinderen."
Het nummer is opgenomen in de soundtrack van de videogame Grand Theft Auto V, waar het te beluisteren is op de virtuele radiozender Los Santos Rock Radio.

## Hitnoteringen en prijzen
I Don't Care Anymore bereikte van alle hitlijsten alleen de Billboard Hot 100 in de Verenigde Staten. Hier stond het uiteindelijk als hoogste op de negendertigste positie genoteerd. Voor dit nummer werd Collins tijdens de Grammy Awards van 1984 genomineerd voor Best Male Rock Vocal. Deze prijs won hij niet, want deze ging naar Michael Jackson voor diens nummer Beat It.